# Pölkenstraße 22 (Quedlinburg)

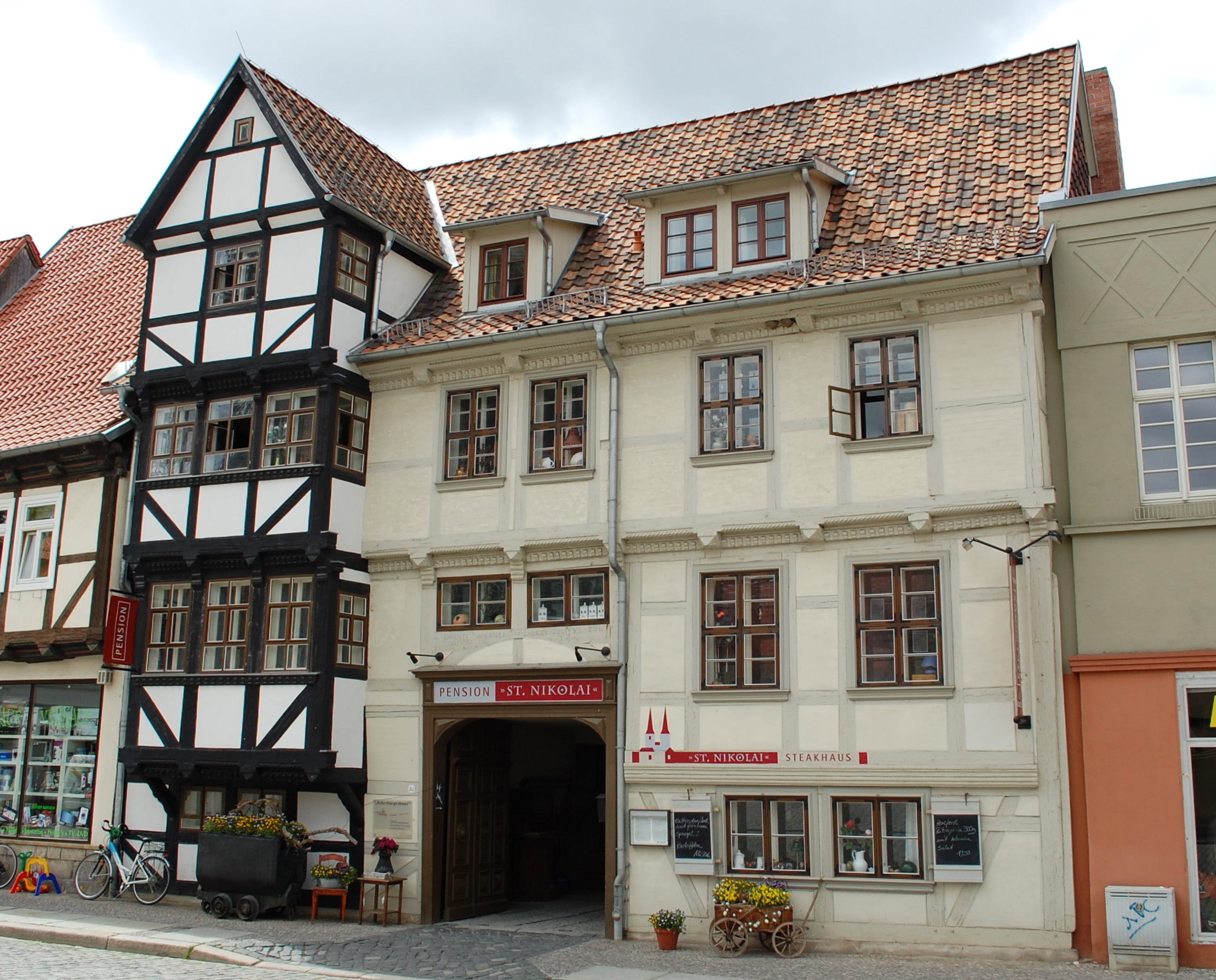
Haus Pölkenstraße 22

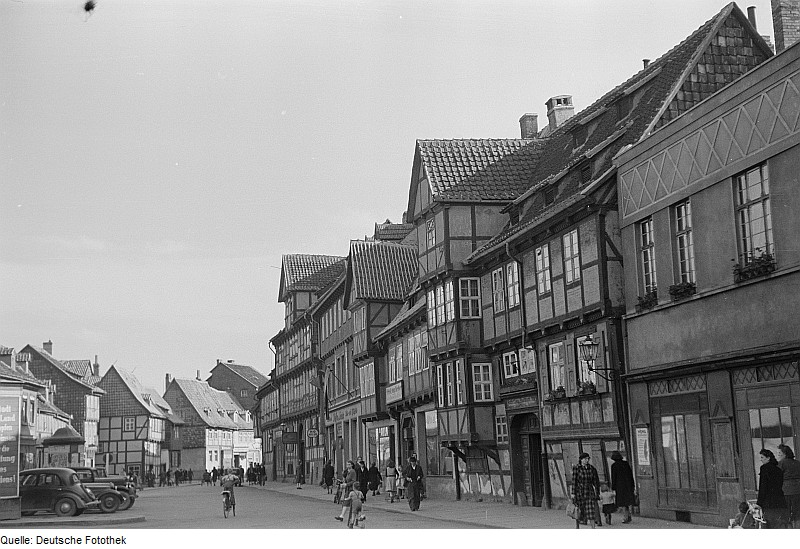
Blick auf die Straßenzeile im Jahr 1951

Das Haus Pölkenstraße 22 ist ein denkmalgeschütztes Gebäude in der Stadt Quedlinburg in Sachsen-Anhalt. Im Gebäude wird die Pension St. Nikolai betrieben.

## Lage
Es befindet sich in der historischen Neustadt Quedlinburgs und gehört zum UNESCO-Weltkulturerbe. Das Gebäude ist im Quedlinburger Denkmalverzeichnis als Wohnhaus eingetragen.

## Architektur und Geschichte
Das Fachwerkhaus wurde im Jahr 1637 von Gabriel Goldfuß gebaut. Auf ihn verweist die inschriftliche Nennung M. GABRIEL GOLTFUS ZIM. Die reich verzierte Fachwerkfassade weist ältere Zierelemente wie Taustab und Konsolfries, aber auch modernere Verzierungen wie Pyramidenbalkenköpfe auf. Markant ist ein an der südlichen Seite befindliches, zur Straße zeigendes Zwerchhaus und ein darunter befindlicher zweistöckiger Erker. Durch das Haus führt eine Tordurchfahrt, über der eine Inschrift angebracht ist. Auf der Hofseite befindet sich oberhalb der Durchfahrt eine Galerie.
Durch die Durchfahrt führt eine Hausrollbahn.
Bemerkenswert ist eine Treppe im Stil des Barock bzw. des Rokoko, deren Pfosten mit Schnitzereien verziert sind.
Auf dem Hof des Anwesens befinden sich zwei Gebäudeflügel. Der Nördliche entstand vermutlich im 18. Jahrhundert, er ist zweigeschossig und verfügt über ein Erdgeschoss in massiver Bauweise. Bedacht ist er mit einem Pultdach.
Der südliche Hofflügel ist dreigeschossig, mit Fußbändern verziert und mit einem Satteldach bedeckt. Bemerkenswert ist der aus der ersten Hälfte des 17. Jahrhunderts stammende Gewölbekeller des Hauses.